# Saissetia malagassa
Saissetia malagassa är en insektsart som beskrevs av Mamet 1954. Saissetia malagassa ingår i släktet Saissetia och familjen skålsköldlöss.
Artens utbredningsområde är Madagaskar. Inga underarter finns listade i Catalogue of Life.